# Cetățeni
Cetățeni là một xã thuộc hạt Argeș, România. Dân số thời điểm năm 2002 là 3072 người.